# Zubenelgenubi
Zubenelgenubi  eller Alfa Librae (α Librae, förkortat Alfa Lib, α Lib) som är stjärnans Bayerbeteckning, är en dubbelstjärna belägen i den västra delen av stjärnbilden Vågen. Den har en skenbar magnitud på 2,74 och är klart synlig för blotta ögat, men trots beteckningen alfa endast den näst ljusate i stjärnbilden. Baserat på parallaxmätning inom Hipparcosuppdraget på ca 43 mas, beräknas den befinna sig på ett avstånd av ca 77 ljusår (24 parsek) från solen.
Alfa² Librae befinner sig endast 0,33 grader från ekliptikan och kan därför lätt ockulteras av månen och (mycket sällan) av planeter. Nästa ockultation av en planet kommer att inträffa med Merkurius den 10 november 2052.

## Nomenklatur
De två komponenterna i Alfa Librae betecknas α1 Librae och α² Librae. Stjärnparet bär det traditionella namnet Zubenelgenubi, även om den internationella astronomiska unionen nu betraktar det namnet som att bara gälla för α² Librae.
Zubenelgenubi eller Zuben Elgenubi, kommer från det arabiska الزبانى الجنوبي al-zubānā al-janūbiyy "södra klon", som myntades innan Vågen blev erkänd som en stjärnbild skiljd från Skorpionen. Det alternativa namnet Kiffa Australis (Elkhiffa Australis) är en partiell översättning till latin av det arabiska al-Kiffah al-Janūbiyy "södra vågskålen". Ett annat namn som används i äldre astronomitexter, som motsvarar "södra vågskålen", var Lanx Australis.
År 2016 organiserade Internationella astronomiska unionen en arbetsgrupp för stjärnnamn (WGSN) med uppgift att katalogisera och standardisera riktiga namn för stjärnor. WGSN fastställde namnet Zubenelgenubi för α² Librae den 21 augusti 2016, vilket är nu inskrivet i IAU:s Catalog of Star Names.

## Egenskaper
De två ljusaste komponenterna i Alfa Librae utgör en dubbelstjärna där den ljusaste medlemmen, Alfa2 Librae i sig är en spektroskopisk dubbelstjärna. Den andra medlemmen, Alfa1 Librae är separerad med ca 5 400 AE. Detta är också ett spektroskopiskt stjärnpar med en omloppsperiod på 5  870 dygn och en vinkelseparation på 0,383 bågsekunder eller ca 10 AE. Konstellationen kan ha en femte komponent, stjärnan KU Librae med en separation på 2,6°, som följer en liknande rörelse genom rymden som Alfa Librae-stjärnorna, men skiljs från dessa med ungefär en bågsekund. Den är ändå tillräckligt nära för att vara gravitationellt bunden till de andra medlemmarna men har en väsentligen annorlunda metallicitet. De är förmodligen medlemmar av Castor Moving-gruppen av stjärnor som har en liknande rörelse genom rymden och delar ett gemensamt ursprung för omkring 200 miljoner år sedan.
Zubenelgenubiär en blå till vit stjärna av spektralklass kA2hA5mA4 IV-V. Den har en massa som är 1,5 gånger större än solens och har en effektiv temperatur på ca 8 100 K. 